# Canard huppé
Pour l’article homonyme, voir Canard huppé (race domestique).
Lophonetta specularioides
Genre
Espèce
Synonymes
- Anas specularioides

Répartition géographique
Statut de conservation UICN

 LC  : Préoccupation mineure
Le Canard huppé (Lophonetta specularioides) ou Sarcelle huppée, est une espèce de canards barboteurs sud-américains de la famille des Anatidae. C'est la seule espèce du genre Lophonetta.

## Morphologie
Cette espèce de canard mesure de 50 à 60 cm pour environ 800g. Ses signes distinctifs : un œil rouge entouré d’un masque noir, une crête brune sur la tête, et une ligne violette sur les ailes qui se dévoile en vol.

## Répartition et habitat

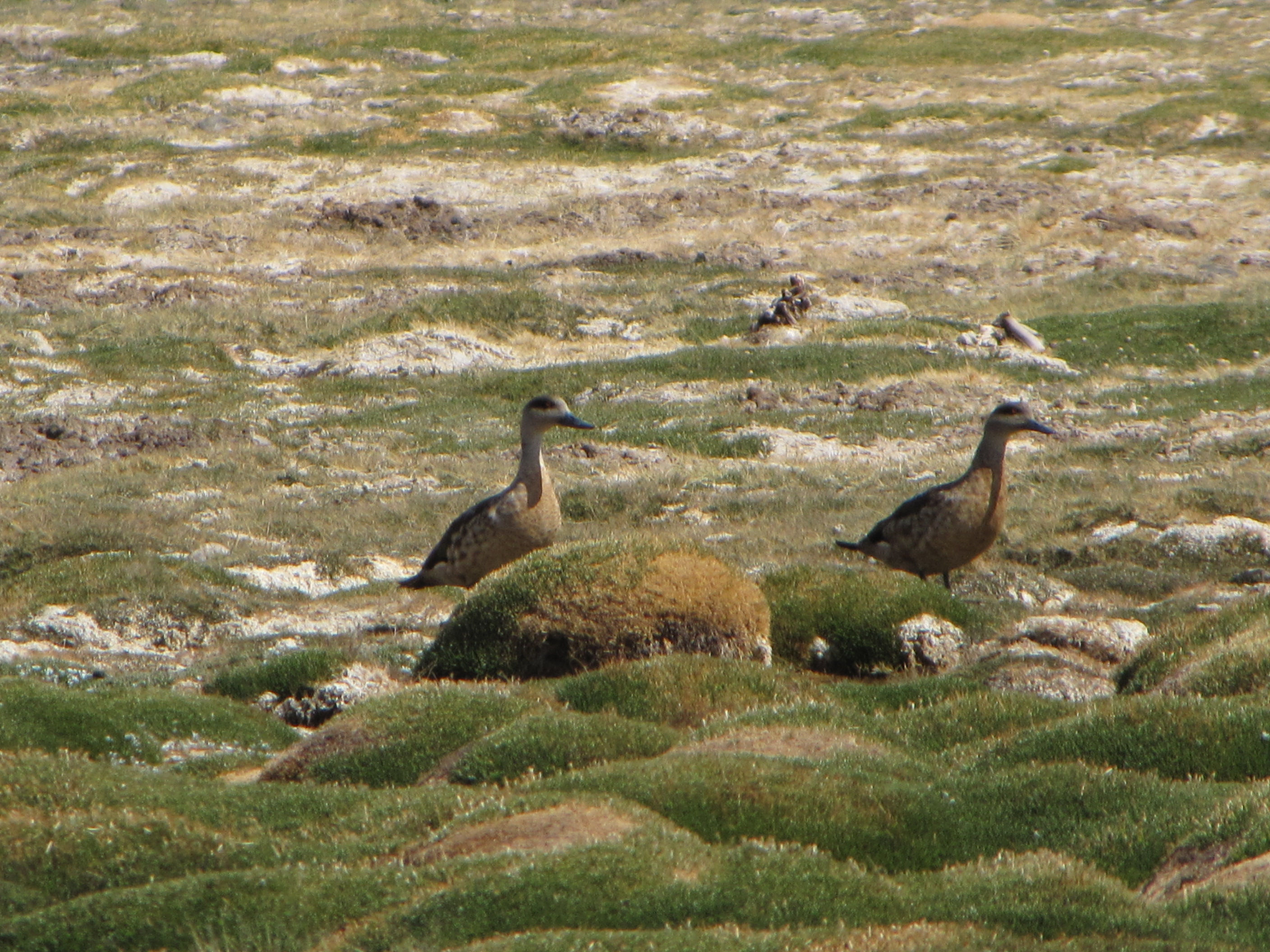
Canards huppés
(laguna Santa Rosa)

Du nord du Pérou jusqu’à la pointe patagonienne, ce canard peuple les zones humides depuis les côtes maritimes jusque dans les Andes.

## Systématique
Sa systématique est discutée, certains auteurs classant l'espèce au sein du genre Anas. Il semble que les espèces qui lui sont les plus proches soient le Canard amazonette et le Canard à lunettes, deux autres canards atypiques sud-américains, groupe qui pourrait également inclure les brassemers.

## Sous-espèces
Selon la classification de référence du Congrès ornithologique international (version 15.1, 2025) :
- Lophonetta specularioides alticola (Ménégaux, 1909) — du centre du Pérou au centre du Chili et au nord-ouest de l'Argentine ;
- Lophonetta specularioides specularioides (King, PP, 1828) — Patagonie et îles Malouines.